# Sarria
Sarria – miasto w Hiszpanii w Galicji w prowincji Lugo, 30 km od Lugo. Sarria to rodzinne miasto Gregorio Fernándeza (1576–1636), jednego z najwybitniejszych rzeźbiarzy.